# Ung Teater
Ung Teater i Täby började som en teatergrupp på en fritidsgård i Hägernäs.
Efter några år som fritidsgård övergick verksamheten helt till teater på Teatergården Flygvillan.
Våren 1992 anställdes Mats Blückert och kort därefter byttes namnet till Ung Teater i Täby.
Idag är Ung Teater Norra Stockholms största ungdomsteater med ca 600 deltagare, egen scen, stort klädförråd, bibliotek, med mera.
Ung Teater arrangerar ofta högkvalitativa workshops med till exempel Keith Johnstone, Roy Hart Theatre med flera.
Ung Teater stöttar även fria grupper och ungdomar med reptider, kostym mm samt bedriver undervisning på Täby Friskola, Skarpängsskolan och Åva Gymnasium.